# بدرود مسکو
بدرود مسکو (ایتالیایی: Mosca addio) یک فیلم درام ایتالیایی به کارگردانی مائورو بولونینی است که در سال ۱۹۸۷ منتشر شد. لیو اولمان بابت نقش‌آفرینی در این فیلم برندهٔ جایزهٔ دیوید دی دوناتلو بهترین بازیگر زن شد.

## گزیدهٔ بازیگران
- لیو اولمان
- دانیل اولبریخسکی
- اورور کلمان
- کارمن اسکارپیتا
- فرانچسکا چاردی
- آنا گالینا
- ویتوریو آماندولا